# つぼ八

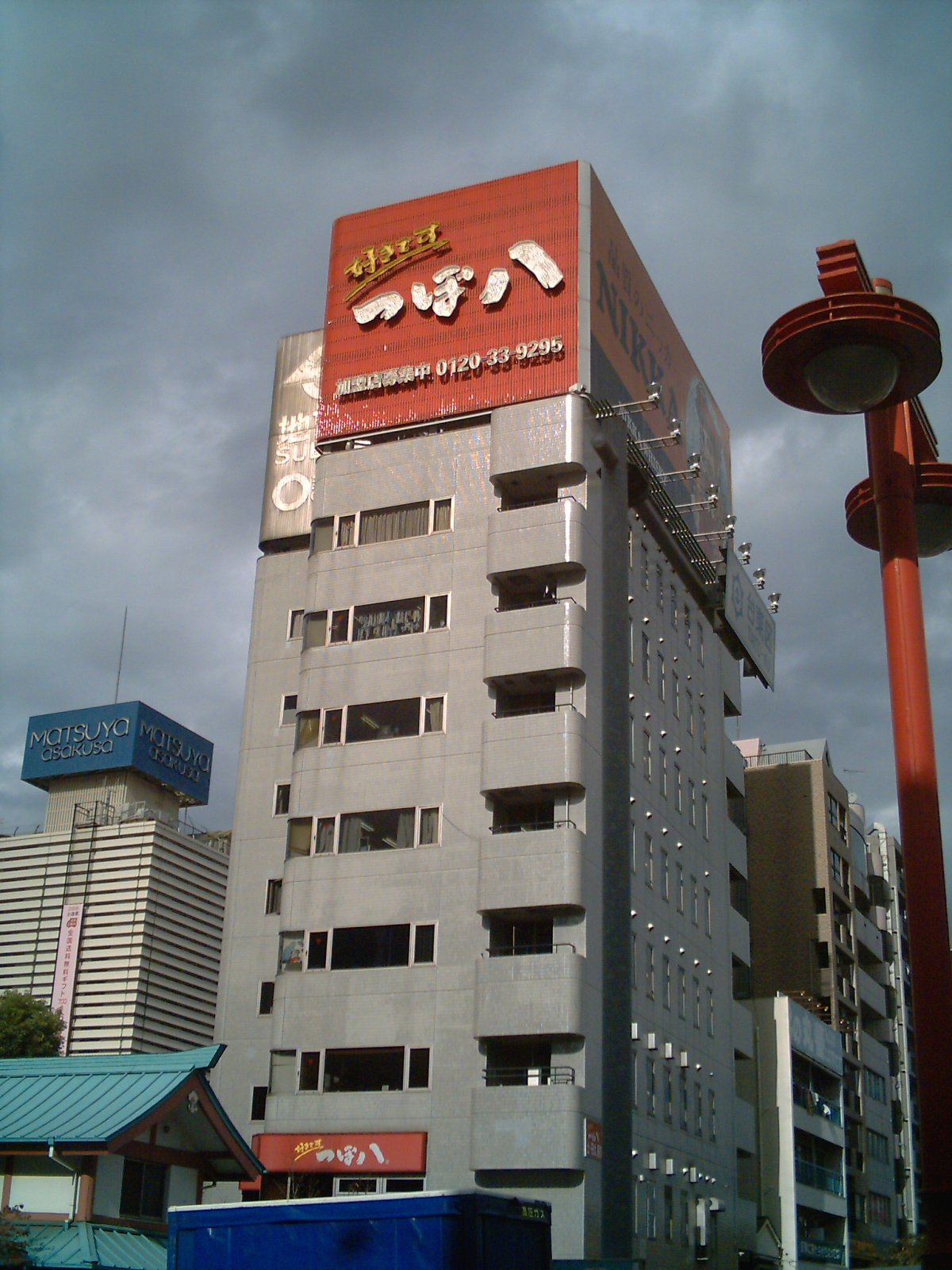
つぼ八浅草店（ビル2、3階）
（東京都台東区）

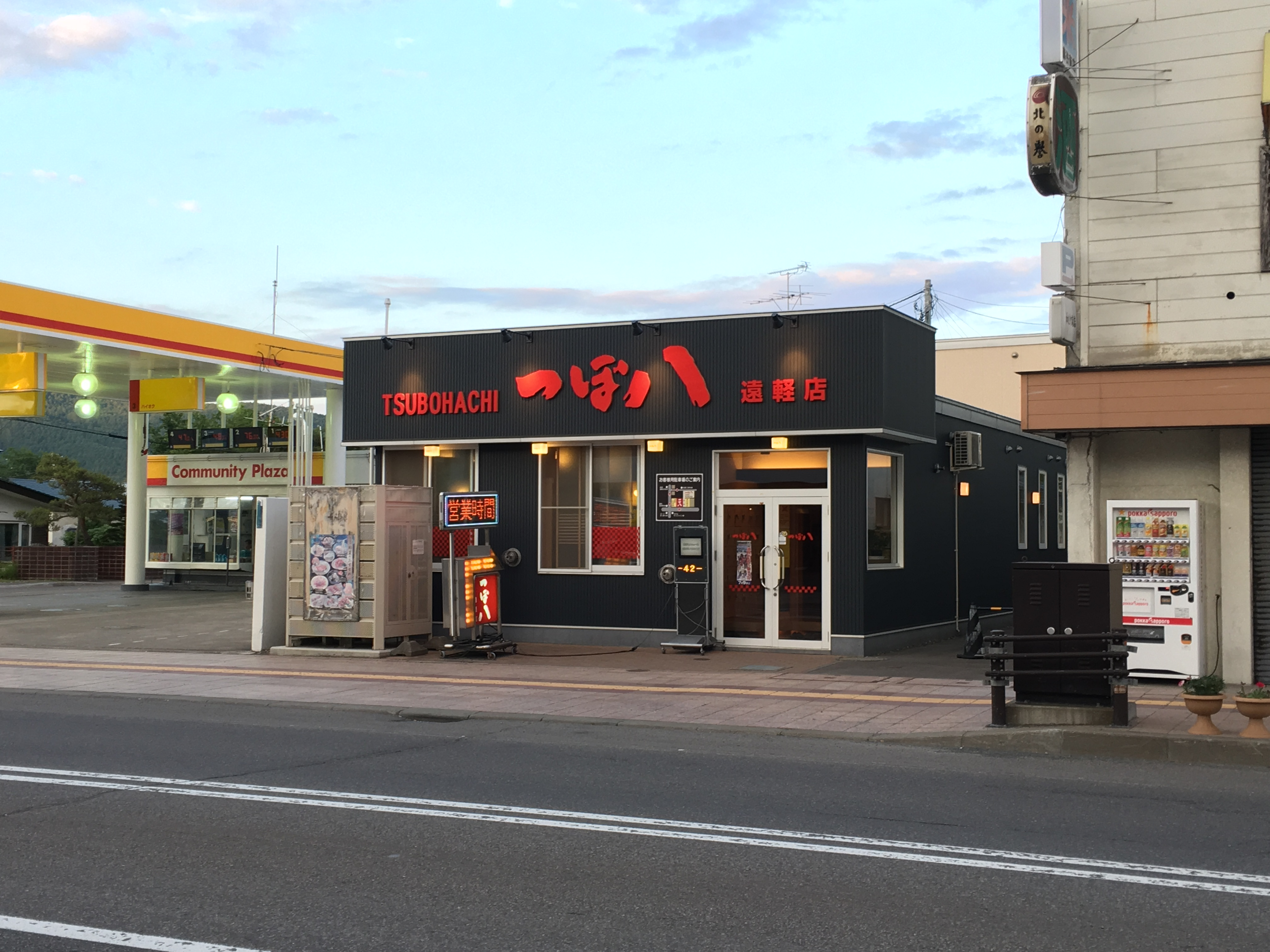
つぼ八遠軽店
（北海道紋別郡遠軽町）

株式会社つぼ八（つぼはち）は、居酒屋を主とした日本の外食チェーンストア。現在「つぼ八」をはじめとしたブランドを、直営・FCを含め約300店舗全国展開している。つぼ八の店舗はホームページから確認できる。

## 主力製品・事業

### 展開店舗
- つぼ八 - つぼ八のメインブランド。都市型の居酒屋。
- 楽食ダイニングつぼ八 - 都市型つぼ八から発展した、ファミリー向け郊外型居酒屋。
- 茜どき - 癒しをコンセプトにした家庭的なダイニング居酒屋。
- 伊藤課長 - ホルモン焼肉をメインとした焼肉店。
- 旨居屋 新八（うまいや しんぱち） - 居酒屋。
- 牛たん ささ川 - 牛たんと日本酒をメインとした店。
- NEWYORK STEAK FACTORY - 低価格の「1ポンド＝450gステーキ」が人気の肉料理店。
- CARNE GRANDE - 肉バル。Tボーンステーキなどを提供。

## 沿革
※ 沿革｜株式会社つぼ八（外部サイト）
- 1973年3月 - 札幌市西区琴似2条7丁目2-18（旧517番地）琴盛ビル2Fで、石井誠二が「北海道つぼ八」を創業[3]。
- 1975年8月 - フランチャイズ店第1号店を開店。
- 1976年6月 - 株式会社つぼ八（札幌）設立。
- 1978年8月 - フランチャイズ・チェーン展開を開始。
- 1982年4月 - 商社である伊藤萬（1993年に住金物産が吸収合併、日鉄住金物産を経て現・日鉄物産）と合弁で、全国展開の拠点として「株式会社つぼ八東京本社」（資本金5000万円）を設立。
- 1984年
  - 11月 - 大阪物流センター（現・関西物流センター）開設。
  - 12月 - 北千住物流センター開設。
- 1985年9月 - 「北海道つぼ八」を合併し、全国ネット化、伊藤萬が株式の70％を所有する。
- 1988年 - 商号を「伊藤萬食品株式会社」に変更する。
- 1991年10月 - 名古屋物流センター（現・中部物流センター）開設。
- 1995年8月 - 草加物流センターを開設。（北千住物流センターより移転）
- 1996年4月 - 福岡物流センターを開設。
- 2003年
  - 9月 - つぼ八酒類販売株式会社を設立。
  - 11月 - 「ダイニングテーブル茜どき」1号店を千葉県船橋市に出店。
- 2008年2月 - 花巻物流センターを開設。
- 2009年5月 - 「つぼ八」海外１号店をフランチャイズでシンガポールに出店。
- 2010年6月 - ホルモンのおいしい焼肉「伊藤課長」1号店を代々木に出店。
- 2011年1月 - 「旨居屋新八」1号店を板橋仲宿商店街に出店。
- 2012年
  - 1月 - 九州物流センター開設。（福岡物流センターより移転）
  - 5月 - 仙台物流センター開設。（花巻物流センターより移転）
  - 12月 - 「伊藤課長」海外1号店をフランチャイズでシンガポールに出店。
- 2013年
- 10月 - 「つぼ八」と「伊藤課長」がタイ・バンコクにオープン。
- 11月 - 「大正亭 タイIMPACT店」出店。
- 2014年
  - 6月 - 「楽食つぼ八 タイBEEHIVE店」出店。
  - 6月 - 「牛たん ささ川」1号店をアリオ上尾に出店。
  - 6月 - 本店を東京都中央区豊海に移転。
  - 6月 - 「つぼ八」フランチャイズ店をインドネシア・ジャカルタに出店。
- 2015年 - 「NEWYORK STEAK FACTORY」1号店をイオンモール岡山に出店。
- 2018年9月1日 - 街の肉バル「CARNE GRANDE」1号店を金沢市に出店[4]。
- 2018年10月29日 - 酒販大手のやまやとその子会社で居酒屋チェーンのチムニーが、共同でつぼ八の株式取得を発表。日鉄住金物産から株式の87.8%を取得する[5]。
- 2019年
  - 6月 - 本店をつぼ八発祥の札幌市西区に移転。
  - 9月 - 直営店の事業をつぼ八酒類販売㈱に吸収分割。
- 2021年
  - 1月 - 広島センター開設。（九州物流センターより移転）
  - 3月 - 資本金を5千万円に減資。
  - 6月18日 - 「つぼ八　西脇店」（兵庫県西脇市和田町）を改装し、中華料理チェーン店「大阪王将」のメニューも注文できる初めてのシェア店舗をオープン[6]。
  - 7月 - 本店を札幌市南区藤野2-1-24-2に移転。

## エピソード
- 創業時の店の坪数が8坪だったことから「つぼ八」と名づけられた[7]。
- 「つぼや」というマスコットキャラクターが長年使用されてきたが、最近になってからは「つぼっち」という胸のあたりに「八」の文字をあしらった赤いクマのマスコットキャラクターがメインに活躍している（つぼっち自体は元々名前が無く、登場後しばらくは「つぼ八の赤いクマ」と呼ばれていた。つぼっちの名は一般公募により決まった）。2008年11月の西日本地区限定イベントメニューの際には、「つぼや」と並んで「つぼみ」が登場した。
- 「和民」などの居酒屋を展開しているワタミは、1984年から1993年まで、つぼ八とフランチャイズ契約を結び、13店舗を経営していた（契約終了後、順次「和民」に変更）。
- 1975年、つぼ八五反田東口駅前店店長だった大神輝博が独立し、新宿歌舞伎町にパブレストランを開店し「モンテローザ」となった。
- 西口プロレスの長州小力のコスチュームに「つぼ八」の広告が入っている。
- 1990年代には、NRN系ナイターオフ平日夜7時台前半枠のメインスポンサーになっていた（提供クレジット時のコメントは『自然の恵みを届ける　つぼ八』）。
- 過去数回、大相撲に懸賞広告を出していた。
- かつては村さ来、養老乃瀧と並んで居酒屋業界「御三家」と呼ばれたが、次世代の「御三家」はモンテローザ、ワタミ、コロワイドとなった[8]。

## イトマンによる”つぼ八乗っ取り”事件
つぼ八の株式上場を計画した創業者の石井誠二社長は、資金面でイトマン (当時は伊藤萬) を頼った。イトマンとの提携が始まるのは1982年のことである。当初、イトマンの河村良彦社長はつぼ八の持ち株から得られる配当で満足していたが、次第につぼ八の乗っ取りを考えるようになり、石井社長に対し、上場に際しては安定株主の存在が重要で、イトマンの持ち株比率を上げ、株式を河村に持ってもらうのがよいと甘言を弄した。この言葉にだまされた石井は、一時期50％まであった持ち株を10％を割り込むまで放出した。ここでイトマンはつぼ八に役員を送り込み、指導料の名目で利益を吸い取り、また、会社の実権を握った。1985年9月には北海道つぼ八と伊藤萬が合併、伊藤萬が株式の70%を取得するに至った。更に1987年10月14日の臨時取締役会で「社長の印を勝手に持ち出した」という理由をつけて石井社長を解任に追い込み、つぼ八を乗っ取った。
その後、1991年のイトマン事件により、乗っ取り事件の首謀者だった河村良彦が逮捕された。それにより、つぼ八の経営は迷走した。なお、経営が悪化したイトマンは、1993年4月に住金物産に吸収合併された。

## 主要関係会社
- つぼ八酒類販売